# Gillette de Narbonne

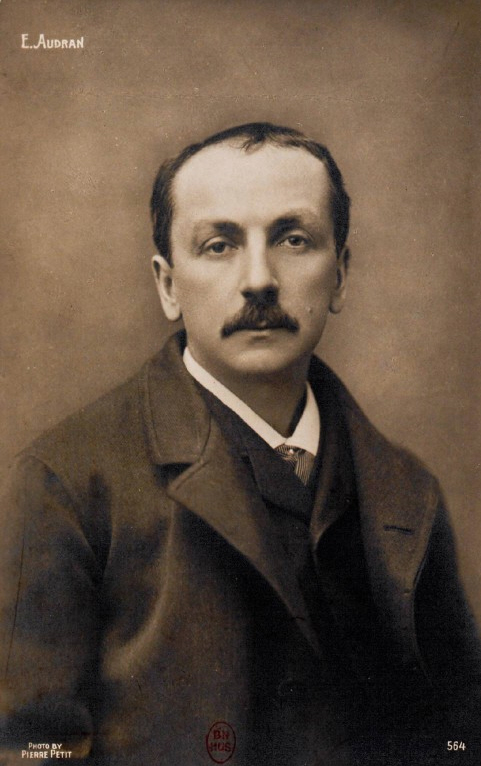
Edmond Audran

Gillette de Narbonne är en operett (opéra comique) i tre akter med musik av Edmond Audran och libretto av Alfred Duru och Henri Chivot. Den bygger på en fabliau från Decamerone av Giovanni Boccaccio och handlar om en avvisad brud som låtsas vara en annan kvinna för att lura sin make att fullborda äktenskapet.

## Historia och premiär
På 1850-talet hade Théâtre des Bouffes-Parisiens firat stora triumfer med Jacques Offenbachs operetter. Men under 1860-talet märktes en avmattning i intresset. Under den nya direktören Louis Cantin, som utnämndes 1877, gjorde teatern en starkt återhämtning. 1880 satte Cantin upp Louis Varneys operett Les Mousquetaires au couvent som spelades mer än 250 gånger – ett mycket bra resultat för den tiden – följt av Edmond Audrans Lyckoflickan, vilken gavs mer än 450 gånger 1881 och 1882. Ersättningen för Lyckoflickan, Varneys Coquelicot, gjorde inget större intryck och Cantin vände sig åter till Audran och dennes librettister Alfred Duru och Henri Chivot.
Författarna byggde historien på den nionde delen i Decamerone, på vilken Shakespeare byggde sin komedi Slutet gott, allting gott. Verket skrevs för besättning de arbetat med förut, inklusive mezzosopranen Marie Montbazon, tenoren Charles Lamy och barytonen Louis Morlet.
Operetten hade premiär den 11 november 1882 på Théâtre des Bouffes-Parisiens i Paris, där den spelades 122 gånger fram till påföljande mars. Uppsättningar följde i London, där den gjorde fiasko, och Berlin, där den gjorde succé.

## Nypremiärer och bearbetningar
Verket gavs i London i en bearbetning av H. Savile Clarke på Royalty Theatre den 19 november 1883. Handlingen ändrades för att tillfredsställa viktoriansk känslighet: den förklädde Gillette grälar endast med sin make och erhåller ringen utan några krav på sex. Kate Santley fick mycket beröm för titelrollen medan resten av sångarna inte fick godkänt. Audrans musik prisades milt, men kritiker ansåg den inte komma upp på samma nivå som Lyckoflickan. Tilläggsmusik skrevs av Walter Slaughter och Hamilton Clarke. Uppsättningen lades ned efter en månad. Stycket hade bättre tur i Berlin, där Gillette von Narbonne spelades åren 1884–1885.
Den senaste uppsättningen i Paris ägde rum 1935 (med Fanély Revoil och André Baugé), enär verket återfanns på många landsortsteatrar repertoar många år efter det. Odéon Theatre i Marseille satte upp en föreställning 2005.

## Kritikmottagande
Les Annales du Théâtre et de la Musique fann librettot och musiken svagare än i Lyckoflickan men erkände att stycket hade lyckats tilltala parispubliken. Recensenten kände att orden "pretentiös" och "banal" kanske var för starka, men uttryckte besvikelse då han hade väntat sig bättre och mer originella verk av Audran och dennes medarbetare. Pariskorrespondenten för den brittiska tidningen The Era höll verket högre i aktning och ansåg att inget bättre hade spelats i Paris sedan Lyckoflickan, och tyckte att musiken var mer poetisk än något som Audran hade skrivit tidigare.

## Originalbesättning

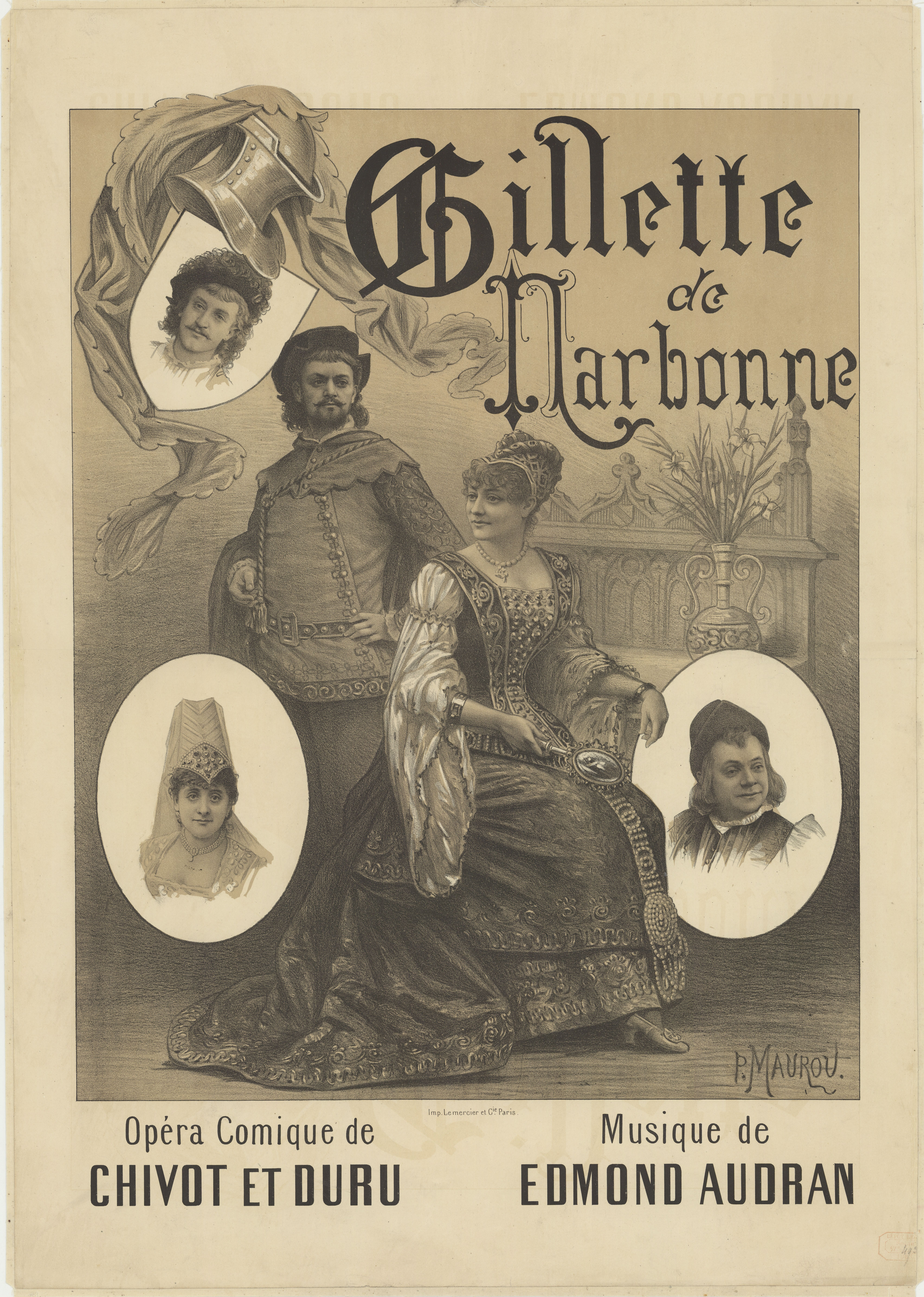
Affisch från 1883.

- Roger – Louis Morlet
- Olivier – Charles Lamy
- Griffardin – M. Maugé
- Kung René – M. Riga
- Sénéchal – M. Desmonts
- Barigoul – M. Pescheux
- Gillette – Marie Montbazon
- Richard – Paul Jorge
- Rosita – Mme. Gélabert
- Chateauneuf – Mme. Rivero
- Boislaurier – Mme. D'Arly
- Paola – Mme. Deligny

## Handling
Akt I

1400-talets Provence
Gillette har växt upp kring den unge greve Rogers familj. När hennes fader, en berömd läkare, dog utan att lämna ett öre efter sig adopterades den lilla flickan av Rogers moder. Gillette har sedan länge älskat Roger, men han har inte brytt sig om henne.
René, kungen av Provence, lider av en sjukdom som av alla läkare sagts vara obotlig. Trots att Gillettes fader inte lämnade några pengar efter sig ärvde hon hans unika recept och hon bestämmer sig för att rädda kungens liv. Hon går från Narbonne till Aix med sina medikamenter. Väl framme i slottet ger hon René en medicin som kurerar honom inom en vecka.
Kungen lovar att ge Gillette vad hon än önskar. I slottet har Gillette återigen mött sin gamle barndomsvän greve Roger och hon ber om att få gifta sig med honom. Roger har varit artig emot henne under hela tiden men han önskar inte gifta sig, varken med henne eller någon annan. Kungen beordrar att den kommande tacksägelsegudstjänsten också ska fungera som bröllop för Roger och Gillette. Efter ceremonin vägrar den motsträvige brudgummen att fullborda äktenskapet och ger sig omedelbart iväg till Neapel där kriget härjar. Han lämnar Gillette ett brev där han skriver att han aldrig kommer att erkänna henne som sin hustru förrän hon kan visa fram den ring han bär på sitt finger, samt visa fram ett barn där han är fadern.
Act II

En krog nära Neapel, en månad senare.
Roger åtföljs Olivier, kung Renés vackre son, som har kommit till Italien för spänning, både militär och amorös sådan. De är båda svårt betagna i Rosita, som är gift med deras kollega Griffardin och brorsdotter till krögaren. Gillette anländer i manskläder och utger sig för att vara sin egen tvillingbror. Hon blir förtrogen med Rosita. Rosita går med på att träffa Roger till priset av den ring han bär. I mörkret ersätter Gillette Rosita och sålunda fullbordar den ovetande Roger sitt äktenskap. Den amorösa situationen avbryts av fiendesoldater som fängslar Roger.
Act III

Greve Lignolles slott i Provence.
Tio månader sedan är Gillette moder till en pigg liten pojke. Roger återvänder från fångenskapen samma dag som kung René och hans hov firar dopet av arvingen till Lignolles. Gillette låtsas vara likgiltig inför Roger, som först nu inser hur attraktiv hon är. Han är bedrövad då han tror att Oliver inte bara är barnets gudfader men den riktige fadern. Gillette låter honom våndas en stund innan hon visar honom ringen, beviset för deras kärlek. Roger knäböjer framför sin hustru och svär evig kärlek.

## Musiknummer
Akt I
- Ouvertyr
- Kuplett (Olivier) "D'abord quel beau commencement"
- Kör - "Ah ! quel bonheur"
- Provensalsk sång (Gillette) "Il est un pays où la terre"
- Air (Roger) "A mes regards émus"
- Duett (Roger, Gillette) "Rappelez-vous nos promenades"
- Kör - "Qu'un gai carillon s'élance"
- Kuplett (Gillette) "Quand on atteint un certain âge"
- Kör - "Sautons tous comme des fous"
- Round (Rosita, kör) "Claudine dans notre village"
- Final - "Le Comte et Gillette ont échangé"

Akt II
- Entr'acte
- Ensemble - "Ici nous trouvons un asile"
- Soldatkör - "Pendant que l'on chemine"
- Romans (Roger) "Elle a la figure mutine"
- Trio (Roger, Olivier, Rosita) "Voyez quelle tournure aimable"
- Scen - "Puisque notre couvert est mis"
- Sergeantens sång (Gillette) "En avant Briquet!"
- Turlututu kuplett (Rosita) "Quand un luron me prend la taille"
- Serenad (Olivier) "La lune blafarde"
- Kuplett-duett (Gillette, Roger) "A votre doigt, que vois-je donc"
- Final - "Ces clameurs lointaines"

Akt III
- Entr'acte
- Kör - "Pour le fils de la Comtesse"
- Trio (Rosita, Chateauneuf, Boislaurier) "D'un bel enfant rose et charmant"
- Dodos kuplett (Rosita) "Quel plaisir, quel enivrement"
- Gudfaderns kuplett (Olivier) "Permettez-moi ma commère"
- Ariette (Gillette) "On m'avait dans une cage"
- Sång (Roger) "Mon seul bien, désormais, c'est toi"
- Duett (Gillette, Roger) "Ah ! fuyons au doux pays"
- Kör och scen - "Le cloche ici nous dit"
- Final - "C'est d'un fabliau de Boccace"